# Ernst Friedrich Roesler
Ernst Friedrich Roesler (Rastenberg, Weimar, 1748 - 1800) fou un organista alemany. Fou deixeble del mestre Wolf i organista de Plauen, però a partir de 1798 deixà aquesta plaça i es dedicà a donar concerts d'orgue en diverses ciutats alemanyes. Publicà un llibre de corals, complet, per a ús dels organistes, titulat: Wollstandingen leichtbezifferten Choralbuch, zum besten angehender Orgelspieler.